# Cerma pallida
Cerma pallida là một loài bướm đêm trong họ Noctuidae.